# Cicynethus acanthopus
Cicynethus acanthopus là một loài nhện trong họ Zodariidae.
Loài này thuộc chi Cicynethus. Cicynethus acanthopus được Eugène Simon miêu tả năm 1910.